# Nigel Barley
Nigel Barley (Kingston Upon Thames, Anglia, 1947.–) brit antropológus, aki a terepmunka során szerzett tapasztalatait leíró olvasmányos műveivel vált híressé. Cambridge-ben, majd Oxfordban tanult, doktoriját az utóbbi egyetemen szerezte kulturális antropológiából. Számos akadémiai pozícióban megfordult pályafutása során, 2003 óta pedig a British Museum etnográfiai részlegén dolgozik.
Első könyve a kameruni Dowayo népcsoportnál töltött időszakról szól. A szellemes és informatív Egy zöldfülű antropológus kalandjai magyarul is megjelent. Azóta számos terepmunkájáról írt könyvet, 2002-ben megkapta a Foreign Press Association díját az év legjobb útleírásáért.

## Magyarul
- Egy zöldfülű antropológus kalandjai. Feljegyzések a sárkunyhóból; ford. Varró Zsuzsa; Typotex, Bp., 2006 (Szokatlan szempontok)
- Az antropológia nem extrém sport; ford. Walsh Máté Gergely; Typotex, Bp., 2015 (Szokatlan szempontok)